# Ematurga albicans
Ematurga albicans là một loài bướm đêm trong họ Geometridae.